# Carlo Costantino Tagliabue

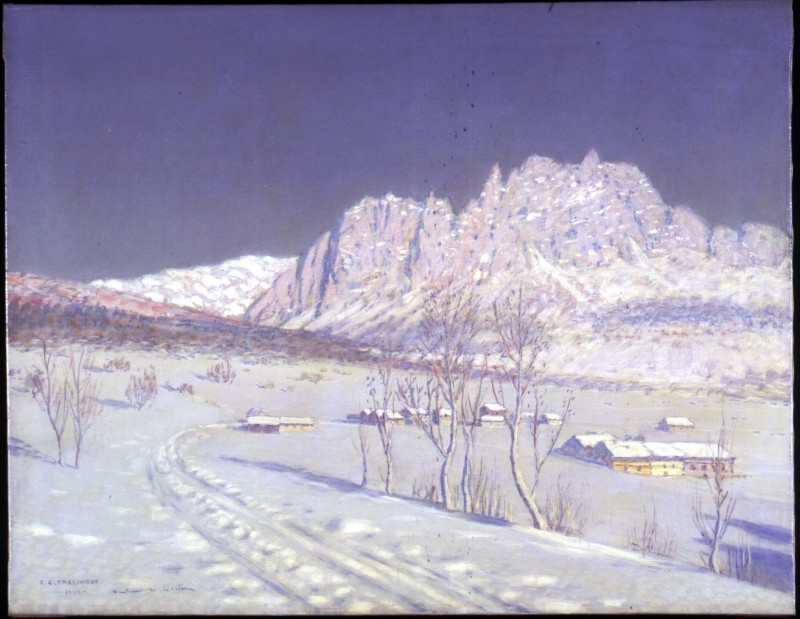
Nevicata o Dintorni di Cortina, 1934 (Fondazione Cariplo)

Carlo Costantino Tagliabue (Bresso, 1880 – Milano, 1960) è stato un pittore italiano esponente della corrente divisionista.